# 脂环族化合物

环丙烷是最简单的脂环族化合物。

脂环族化合物是既属于脂肪族化合物，又为环状的有机化合物。它们含有一个或多个饱和或不饱和碳环，但环不具备芳香性。
简单的脂环族化合物包括：
- 单环环烷烃——环丙烷、环丁烷和环己烷；
- 环烯烃——环丙烯、环丁烯；
- 多环——十氢萘；
- 双环——降冰片烯、二环庚二烯；
- 螺环化合物等等。

很多脂环族化合物的生成反应可由Baldwin闭环规则预测。
左图化合物包含环外双键：

## 环烯烃
单环的环烯烃包括环丁烯、环戊烯和环己烯等。

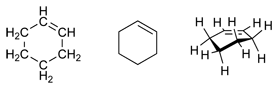
含有双键的环己烯是一个脂环族化合物。

Bredt规则预测了桥环化合物桥头碳双键能否形成。